# بلاد ما وراء النهر

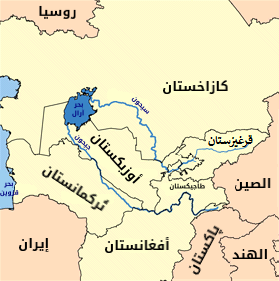
خريطة بلاد ما وراء النهر.

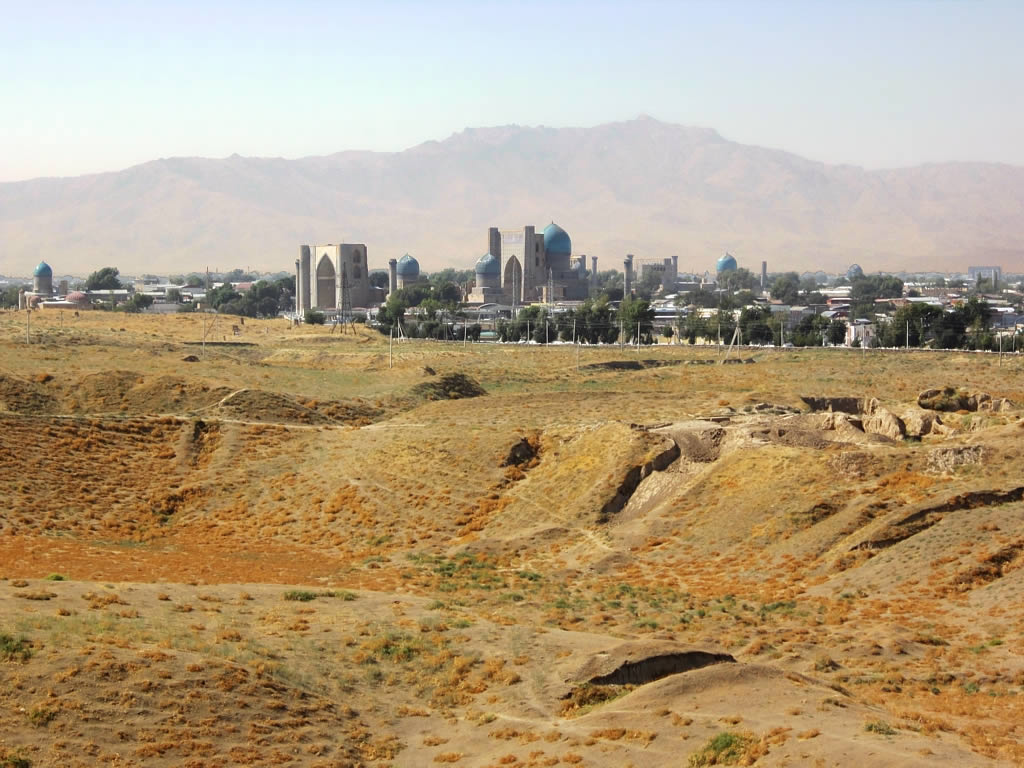
سمرقند.

بلاد ما وراء النهر هي منطقة تاريخية وجزء من آسيا الوسطى، تشمل أراضيها أوزبكستان والجزء الجنوب الغربي من كازاخستان والجزء الجنوبي من قيرغيزستان
وقد عرف الأوروبيون هذه المنطقة حتى بداية القرن العشرين باسم ترانسوكسيانا (بالإنجليزية: Transoxiana)؛ وهي ترجمة لاتينية للاسم اليوناني القديم الذي يعني «ما وراء نهر الأوكسوس» أي «ما وراء نهر جيحون». أطلق العرب المسلمون على تلك المنطقة اسم «بلاد ما وراء النهر» عندما فتحوا تلك المنطقة في القرن الهجري الأول إشارة إلى النهرين العظيمين الذين يحدّانها شرقا وغربا: نهر سيحون (2212 كم) ونهر جيحون (1415 كم)؛ وهي ترجمة للتسمية الفارسية القديمة «فرارود».
أهم المدن : سمرقند – بخارى – فرغانة – طشقند – خوارزم – مرو – ترمذ. وهي أسماء تدل على أعلام لهم مكانتهم في التاريخ، مثل: الخوارزمي، والفارابي، والبخاري، والترمذي، وابن سينا، والجرجاني، والسجستاني، والبيروني.
انتشرت بها البوذية والمسيحية النسطورية سابقاً ويُعتبر الإسلام الديانة السائدة في تلك المناطق. ويشكّل الأوزبك، الكازاخ والروس الأغلبية العرقية في تلك المناطق.

## أعلام
- أبو المعين النسفي.

## وصلات خارجية
- معلومات تاريخية عن بلاد ما وراء النهر من موقع الشيخ الدكتور سفر الحوالي